# Сич Ілько
Ілько Сич (? — † 1920) — поручник Армії УНР.

## Життєпис
Народився на Полтавщині.
Під час першої світової війни був узятий в полон, у таборі для військовополонених Йозефштадті став членом українського клубу в 1916 році. 14 лютого 1918 прибув до табору Фрайштадт разом з іншими українськими офіцерами, щоб почати формування 1-го куріня Першої козацько-стрілецької (Сірожупанної) дивізії. Був старшиною 1-ї Козацько-стрілецької (Сірожупанної) дивізії.
24 квітня 1918, бувши старшиною 2-ї сотні 2-го Запоріжського полку Армії УНР, Сич брав участь у захопленні більшовицького штабу Криму в Сімферополі.
Пізніше служив у збірній сотні Гуцульського полку морської піхоти флоту УНР, молодший брат Петра Сича.
Наказом по морському відомству ч. 274 від 14 липня 1919 р. оголошено про формування 2-го полку морської піхоти в Кам'янці-Подільському. Виконувачем обов'язків коменданта (командира) 2-го полку морської піхоти було призначено коменданта 1-го куреня 1-го Гуцульського полку морської піхоти поручника Ілька Сича. Після того полк вирушив на фронт.
Захоплений і розстріляний більшовиками при намаганні доставити хворого брата Петра на лікування в рідні околиці на Полтавщину.